# Cavern Fighter
Cavern Fighter è un videogioco sparatutto a scorrimento simile al classico arcade Scramble, pubblicato nel 1982 per Commodore VIC-20 dalla Anirog. È il primo titolo pubblicato dall'azienda. Nel 1983 la Bug-Byte ne pubblicò una conversione per ZX Spectrum. Quest'ultima fu ripubblicata in seguito anche con il titolo Raider, dalla Reelax Games.